# Liste von Basketballvereinen in Benin
Diese Liste ist eine Aufstellung von Basketballvereinen in Benin.
| Verein                       | Logo | Ort        | Nationale Meisterschaften             | Sportstätte              | Sonstiges und Webadresse                   | Belege      |
| ---------------------------- | ---- | ---------- | ------------------------------------- | ------------------------ | ------------------------------------------ | ----------- |
| ASPAC BBC                    |      | Cotonou    | Männer: 2009, 2010, 2021 Frauen: 2021 |                          | Männer und Frauen                          | [ 1 ]       |
| AOL BBC Pro                  |      |            |                                       |                          | Männer und Frauen                          |             |
| Energie BBC                  |      | Cotonou    | Frauen: 2022                          |                          | Männer und Frauen                          | [ 2 ] [ 3 ] |
| Espoir de Cotonou            |      | Cotonou    |                                       |                          | Espoir de Cotonou                          |             |
| Élan Coton BBC               |      | Cotonou    | 2022, 2023                            | Centre Communautaire Eya | Mehrspartensportverein / Männer und Frauen | [ 4 ]       |
| Renaissance BBC              |      | Cotonou    |                                       |                          | Männer und Frauen / Renaissance BBC        |             |
| Pantheres Sports Djougou BBC |      | Djougou    |                                       |                          | Männer                                     | [ 5 ]       |
| Kabas BBC                    |      | Kandi      |                                       |                          |                                            | [ 6 ]       |
| ATA Sport Natitingou BBC     |      | Natitingou |                                       |                          | Männer                                     | [ 7 ]       |
| Bosco Stars Parakou (BBC)    |      | Parakou    |                                       |                          | Männer und Frauen                          | [ 8 ]       |
| Real Sports Parakou          |      | Parakou    |                                       |                          | Männer                                     | [ 9 ]       |
| ASPAL BBC                    |      | Parakou    |                                       |                          | Männer / ASPAL BBC                         |             |
| Flèche Noire BBC             |      |            |                                       |                          | Männer                                     |             |
| Eternal Porto-Novo           |      | Porto-Novo |                                       |                          | Männer                                     | [ 10 ]      |
| ASO Modele BBC               |      | Porto-Novo |                                       |                          | Männer                                     | [ 11 ]      |
| S. Fallah                    |      | Porto-Novo |                                       |                          |                                            | [ 12 ]      |
| Élan Sportive                |      | Porto-Novo |                                       |                          |                                            | [ 13 ]      |
| Tigers BBC                   |      |            |                                       |                          | Männer                                     |             |
| US Guema                     |      |            |                                       |                          |                                            |             |
| Avrankou Omnisports          |      | Avrankou   |                                       |                          | Mehrspartensportverein / Männer            |             |
| Loungou                      |      | Loungou    |                                       |                          |                                            |             |

Die Tabelle erhebt keinen Anspruch auf Vollständigkeit.